# بلدرچین رنگی‌پوش
بلدرچین رنگی‌پوش یا بلدرچین جــِلف (نام علمی: Coturnix delegorguei) نام یک گونه از تیره قرقاولان است.